# Jan Nowicki
Pour les articles homonymes, voir Nowicki.
Jan Nowicki, né le 5 novembre 1939 à Kowal (Allemagne nazie) et mort le 7 décembre 2022 à Krzewent (en) (Pologne), est un acteur polonais.

## Biographie
Jan Nowicki étudie à l'École nationale de cinéma de Łódź entre 1958 et 1960, puis à l'École nationale de théâtre Ludwik Solski à Cracovie.
Il commence à tourner dans le cinéma polonais, avant de jouer régulièrement dans le cinéma hongrois. Il devient en particulier un des principaux acteurs des films de Márta Mészáros.
Avec l'athlète Barbara Sobotta, il a un fils, l'acteur Łukasz Nowicki. Il a ensuite vécu plusieurs années avec la réalisatrice Márta Mészáros. Depuis 2009, il est marié avec la danseuse Małgorzata Potocka.

## Filmographie
- 1965 : Cendres (Popioły), d'Andrzej Wajda
- 1966 : La Barrière (Bariera), de Jerzy Skolimowski
- 1971 : La Troisième Partie de la nuit (Trzecia część nocy), d'Andrzej Żuławski
- 1973 : La Clepsydre (Sanatorium pod Klepsydrą), de Wojciech Has
- 1976 : Neuf Mois (Kilenc hónap), de Márta Mészáros
- 1977 : Elles deux (Ök ketten), de Márta Mészáros
- 1978 : Comme chez nous (Olyan mint otthon), de Márta Mészáros
- 1979 : Útközben  de Márta Mészáros (+ coscénariste)
- 1980 : Golem, de Piotr Szulkin
- 1980 : Les Héritières (Örökség), de Márta Mészáros
- 1981 : Une mère, une fille (Anna)
- 1981 : Vies gâchées (Kettévált mennyezet), de Pál Gábor
- 1984 : Journal à mes enfants (Napló gyermekeimnek), de Márta Mészáros
- 1989 : Bye bye chaperon rouge de Márta Mészáros : l'ornithologue
- 1991 : Napoléon et l'Europe (série TV)
- 1996 : La Septième Demeure (A hetedik szoba), de Márta Mészáros
- 2005 : Tulipany - Matka

## Récompenses
- Croix du Mérite en 1977.
- Commandeur avec étoile de l'ordre Polonia Restituta en 2001.
- Médaille d'or Gloria Artis en 2005.
- En 2008, il reçoit le prix du meilleur acteur au Festival du film polonais de Gdynia.